# Jam Āb
Jam Āb (persiska: جم آب, Jam‘āb) är en ort i Iran.   Den ligger i provinsen Khorasan, i den nordöstra delen av landet, 700 km öster om huvudstaden Teheran. Jam Āb ligger 1 292 meter över havet och antalet invånare är 269.
Terrängen runt Jam Āb är platt österut, men västerut är den kuperad.Runt Jam Āb är det ganska tätbefolkat, med 149 invånare per kvadratkilometer. Närmaste större samhälle är Chenārān, 8,3 km norr om Jam Āb. Omgivningarna runt Jam Āb är i huvudsak ett öppet busklandskap.